# ارنولسهایم-بروخه
ارنولسهایم-بروخه (به فرانسوی: Ernolsheim-Bruche) یک کمون در فرانسه با جمعیت ۱٬۶۰۴ نفر است که در Canton of Molsheim واقع شده‌است.